# تسایشوو
تسایشوو (به آلمانی: Zichow) یک شهر در آلمان است که در یوکرمرک واقع شده‌است. تسایشوو ۶۴۴ نفر جمعیت دارد.